# Artemis Racing

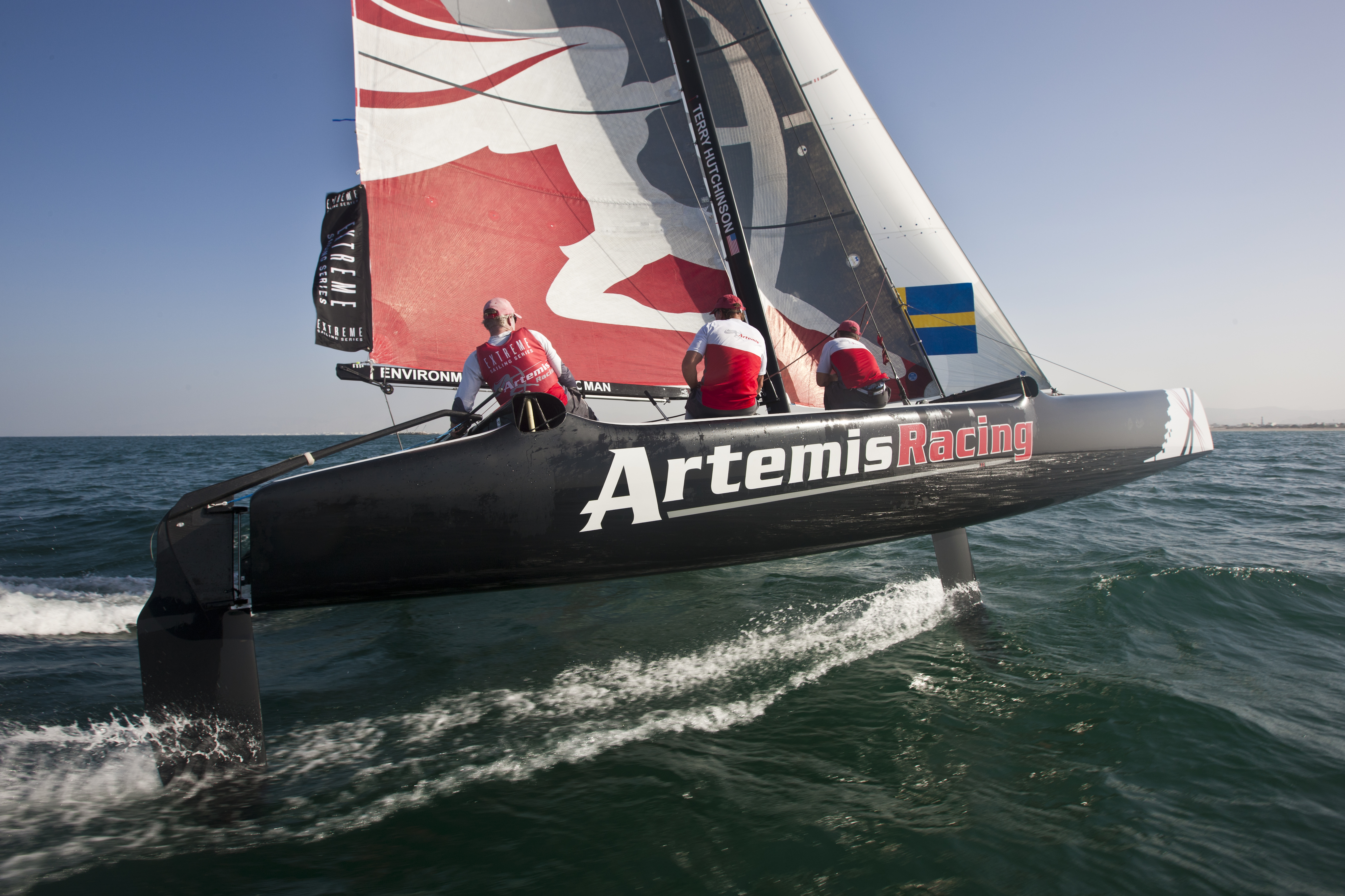
Practice day, 19th of February. Extreme Sailing Series, Act 1, Muscat, Oman (22 - 24 Februari 2011) © Sander van der Borch / Artemis Racing.

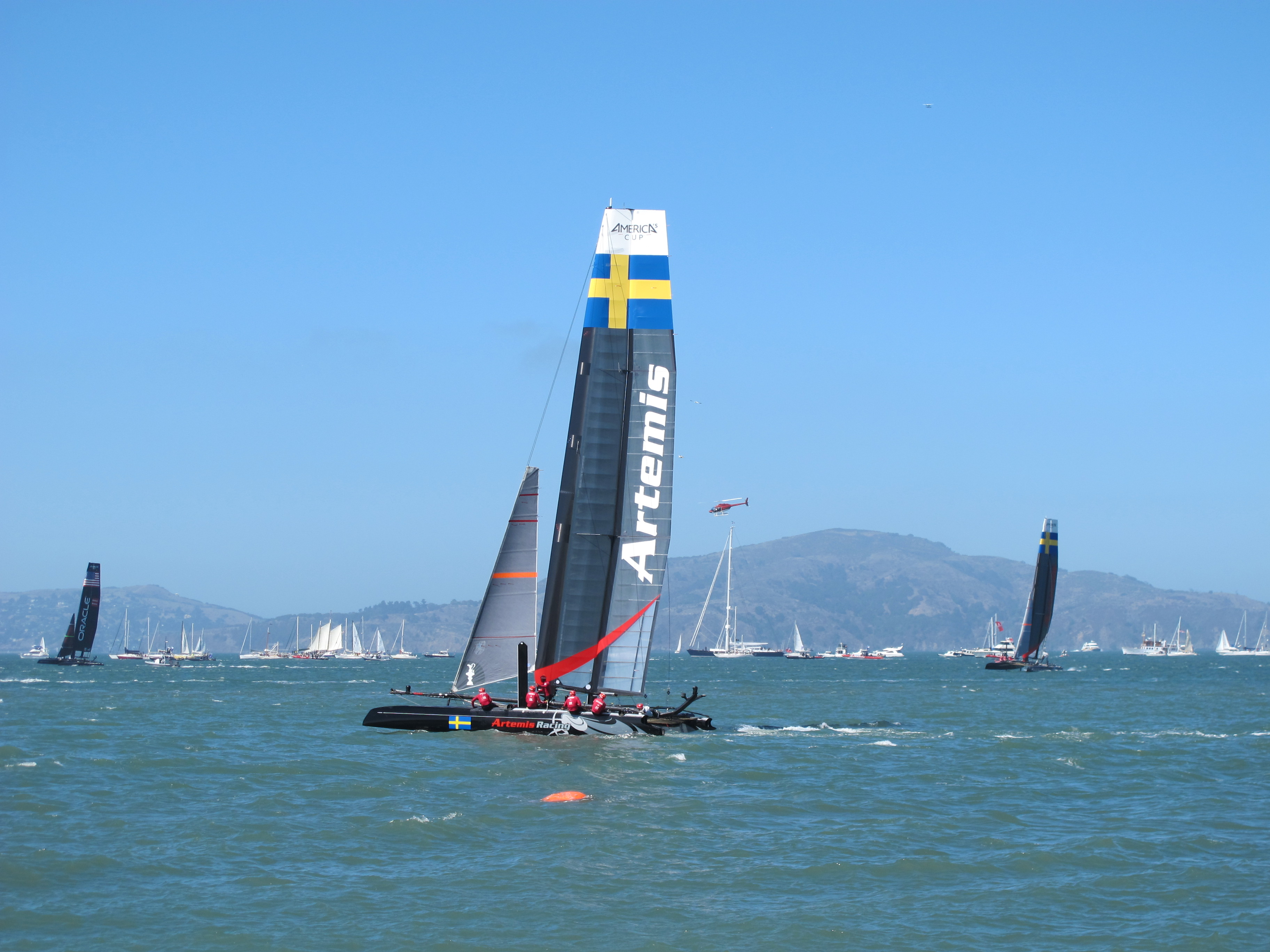
Artemis Racing boat during the America's Cup World Series - San Francisco Round.

Artemis Racing è un team velistico che rappresenta il Regio Yacht Club Svedese, per il quale partecipa a numerose competizioni internazionali, tra cui la Coppa America e l'Audi MedCup.

## Storia
Artemis Racing ha vinto nel 2007 l'Audi MedCup e il TP 52 World Championship.
Con la partecipazione al Louis Vuitton Trophy, l'Artemis Racing ha ampliato e rafforzato la squadra con l'aggiunta di velisti come Terry Hutchinson (timoniere) e Kevin Hall (navigatore), che hanno dato importanti risultati in varie gare.
Il primo Louis Vuitton Trophy a cui hanno preso parte si è svolto a Nizza (Francia) nel novembre 2009, seguito da Auckland (Nuova Zelanda) nel marzo 2010, La Maddalena (Italia) nel maggio 2010 e Dubai nel novembre 2010.
Nel 2012, Loïck Peyron integra il team Artemis ed è skipper dell'AC72 durante l'America's Cup 2013.

## Premi
- Campione del Mondo classe TP 52 nel 2007.
- Campione Audi MedCup nel 2007.
- Campione RC44 Championship Tour in regate di flotta  nel 2009.